# Sykeston
Sykeston es una ciudad ubicada en el condado de Wells en el estado estadounidense de Dakota del Norte. En el censo de 2010 tenía una población de 117 habitantes y una densidad poblacional de 118,57 personas por km².

## Geografía
Sykeston se encuentra ubicada en las coordenadas 47°27′58″N 99°23′57″O / 47.46611, -99.39917. Según la Oficina del Censo de los Estados Unidos, Sykeston tiene una superficie total de 0.99 km², de la cual 0.99 km² corresponden a tierra firme y (0%) 0 km² es agua.

## Demografía
Según el censo de 2010, había 117 personas residiendo en Sykeston. La densidad de población era de 118,57 hab./km². De los 117 habitantes, Sykeston estaba compuesto por el 98.29% blancos, el 0% eran afroamericanos, el 0% eran amerindios, el 0.85% eran asiáticos, el 0% eran isleños del Pacífico, el 0% eran de otras razas y el 0.85% pertenecían a dos o más razas. Del total de la población el 0% eran hispanos o latinos de cualquier raza.